# La Cuevona
A La Cuevona egy különleges barlang az észak-spanyolországi Asztúriában. Különlegességét az adja, hogy közúti alagútként használják: belsején egy aszfaltozott út vezet át, amely autóval is járható.
A barlang az Asztúriai Hercegség területén, az A-8-as autópálya közvetlen közelében található Ribadesella község területén, Cuevas del Agua településtől északra, amely falu (legalábbis úton) mindig is csak ezen a barlangon keresztül volt megközelíthető. Ma az autópályáról közvetlenül nem lehet ide leágazni, csak a községközpontból, Ribadesellából kiindulva közelíthető meg, amelytől egy nagyjából 7 km-es útvonalon érhető el. A belvárosból a Sella folyó hídján átkelve, majd rögtön balra fordulva egy kilométer után áthaladunk La Huertona településen, később Sardallát elérve ki van táblázva az elágazás, ahol a La Cuevonához lehet eljutni.
A közel 300 méter hosszú barlangon keresztülfolyik egy patak is. Belsejében látványos mészkőképződmények, cseppkövek láthatók. Némelyik még nevet is kapott: így megtalálható itt például „az ördög nyelve” és „Szent Jakab szakálla” is. A helyszínt gyakran látogatják az iskolás gyerekek, akik tanáraikkal együtt megfigyelik, hogyan változik az élővilág, ahogy a bejárattól távolodva csökken a fény mennyisége, illetve megtanulják mérni a hőmérsékletet, a páratartalmat és a fényt.

## Képek

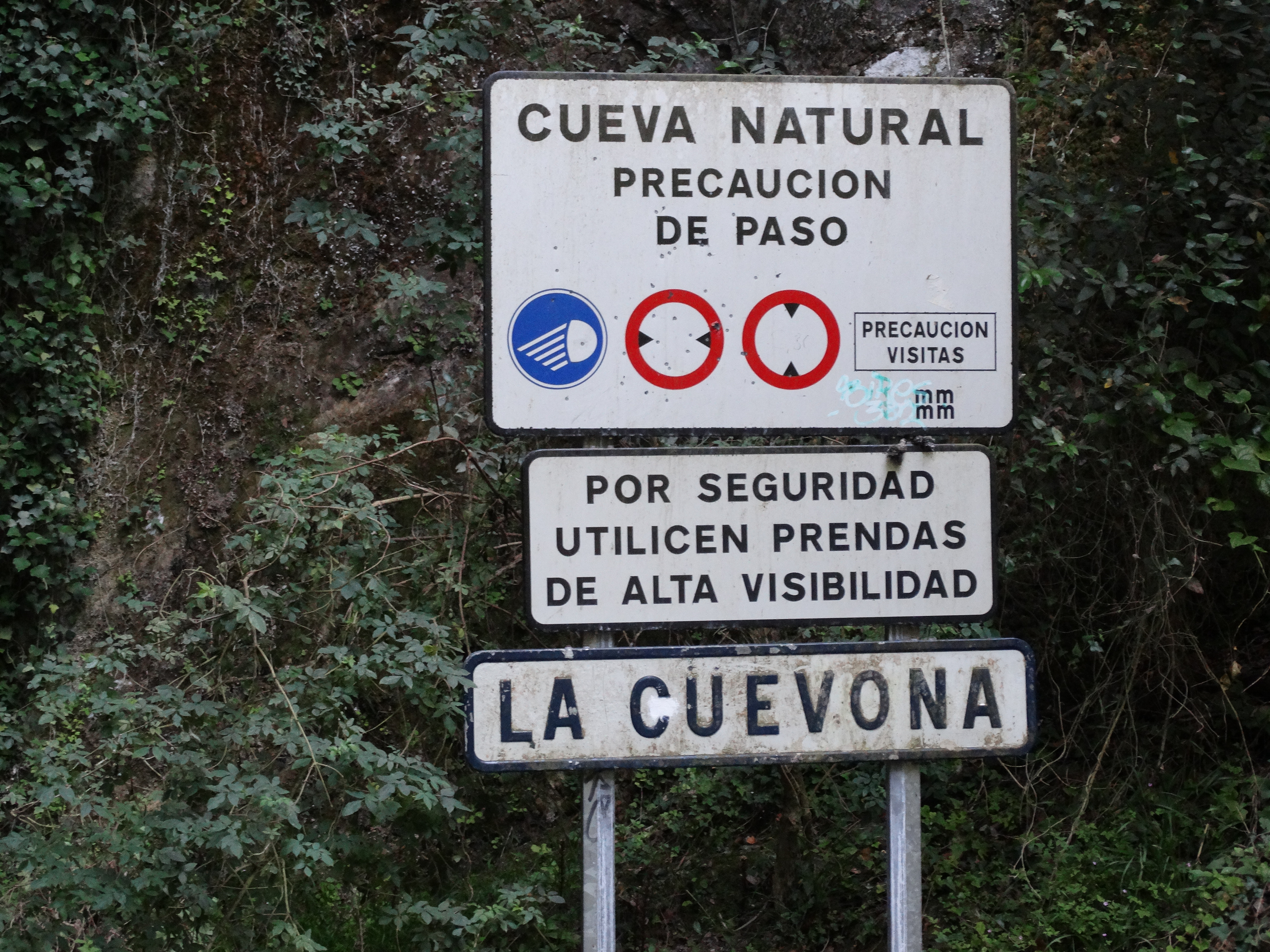
Tábla a barlang bejáratánál
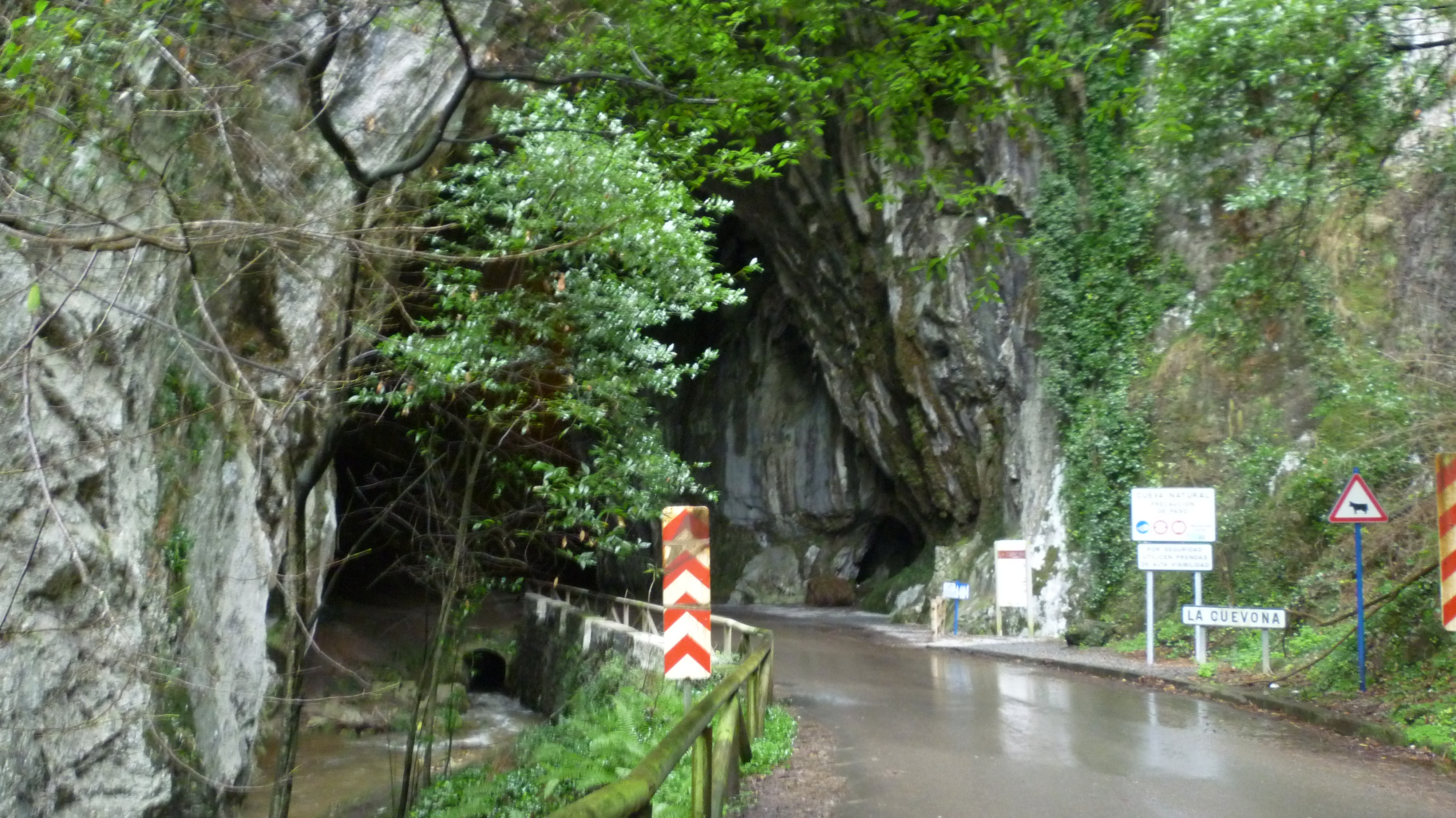
Az egyik bejárat
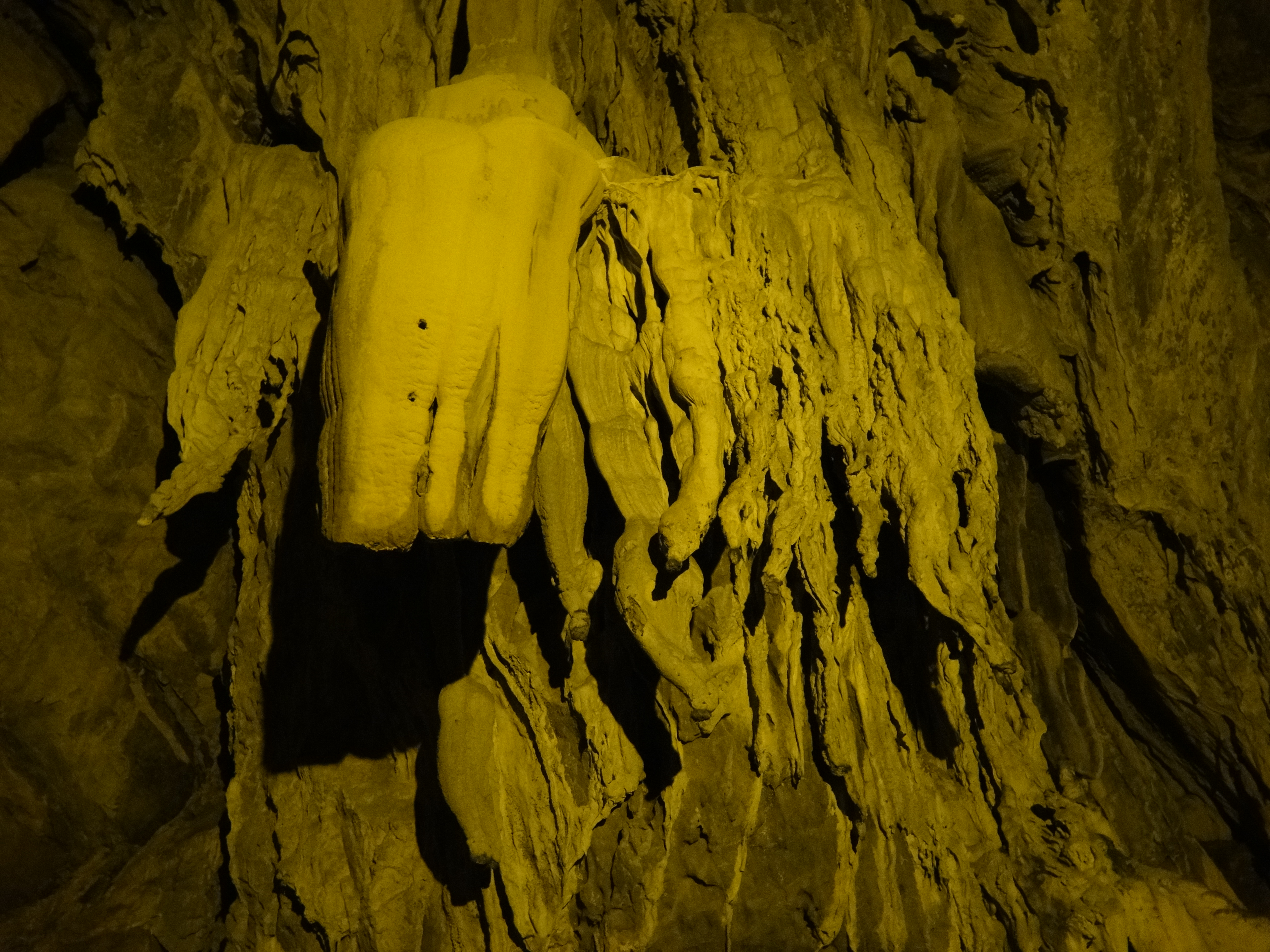
Cseppkövek a barlangban
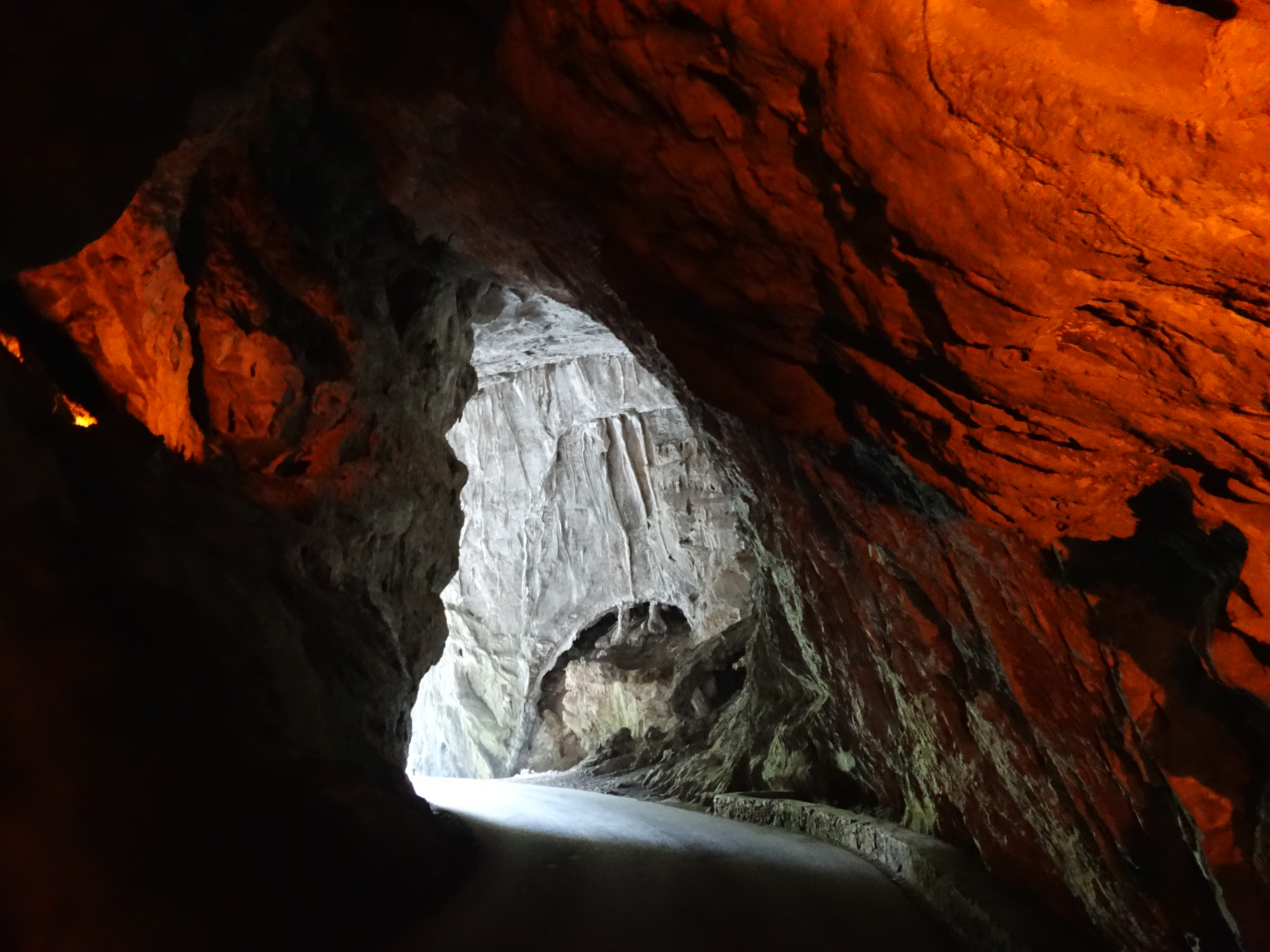
Belső kép